# عمر بيرتز
عمر بيرتز (بالعبرية: עומר פרץ‏) هو لاعب كرة قدم إسرائيلي في مركز الهجوم، ولد في 26 يناير 1986 في تل أبيب في إسرائيل. شارك مع منتخب إسرائيل تحت 17 سنة لكرة القدم ‏ ومنتخب إسرائيل تحت 21 سنة لكرة القدم. أما مع النوادي، فقد لعب مع مكابي نتانيا ونادي ستراسبورغ ونادي مكابي تل أبيب ونادي هبوعيل إيروني كريات شمونة وهابوعيل تل أبيب.

## وصلات خارجية
- عمر بيرتز على موقع قاعدة بيانات كرة القدم.إي يو (الإنجليزية)